# Halocella cellulosilytica
Halocella cellulosilytica è una specie di batterio appartenente alla famiglia delle Halanaerobiaceae.